# The Face Men Thailand (mùa 3)
The Face Men Thailand Mùa 3 là một chương trình thực tế để tìm ra những người mẫu và diễn viên giỏi nhất.
Vào ngày 23 tháng 9 năm 2019, đã có một thông cáo báo chí chính thức. Các cố vấn mới của mùa này đã được phát hành: Kao Jirayu, Jakjaan Akhamsiri, Art Araya & Sabina Meisinger. Antoine Pinto vẫn là người dẫn chương trình. Với chương trình dự kiến phát sóng lần đầu tiên vào ngày 5 tháng 10 cùng năm.
Quán quân nhận được những giải thưởng sau:
- Trở thành đại sứ thương hiệu cho LAMP
- Trở thành đại sứ thương hiệu cho BMN
- Xuất hiện trên trang bìa tạp chí Harper Bazard Men Thailand.
- Tham gia chương trình thời trang của Paris Fashion Week được tài trợ bởi tạp chí Harper Bazard Men Thailand.
- Ký hợp đồng diễn xuất và góp mặt trong những bộ phim của nhà sản xuất Kantana Group.
- Trở thành chủ sở hữu biệt thự từ The Color của Areeya trị giá 2.000.000 THB.

## Thí sinh
(Tính theo tuổi khi còn trong cuộc thi)
| Thí sinh                   | Biệt danh | Tuổi | Chiều cao               | Quê quán    | Mùa giải trước          | Huấn luyện viên trước đó | Huấn luyện viên trước đó | Thời điểm bị loại | Huấn luyện viên | Bị loại | Thứ hạng |
| -------------------------- | --------- | ---- | ----------------------- | ----------- | ----------------------- | ------------------------ | ------------------------ | ----------------- | --------------- | ------- | -------- |
| Bordinded Phanthakoengamon | Best      | 18   | 1,92 m (6 ft 3+1⁄2 in)  | Bangkok     | Mùa 2                   | Toni                     | Toni                     | 16–13             | Kao             | Tập 2   | 13       |
| Thitisan Goodburn          | Kim       | 20   | 1,80 m (5 ft 11 in)     | Bangkok     | Mùa 2                   | Moo                      | Moo                      | 4–2               | Art-Sabina      | Tập 4   | 12       |
| Jirayu Uengwanit           | Film      | 24   | 1,82 m (5 ft 11+1⁄2 in) | Bangkok     | Mùa 2                   | Moo                      | Moo                      | 10–5              | Kao             | Tập 5   | 11       |
| Npak Maha-Udomporn         | Jybb      | 30   | 1,78 m (5 ft 10 in)     | Bangkok     | Không có                | Không có                 | Không có                 | Không có          | Art-Sabina      | Tập 6   | 10       |
| Marcos Alexandre, Jr.      | Marcos    | 23   | 1,88 m (6 ft 2 in)      | Brazil      | The Face Thailand Mùa 5 | Toni                     | Maria                    | 8                 | Kao             | Tập 8   | 9        |
| Nonthat Thanawatyanyong    | Bom       | 27   | 1,80 m (5 ft 11 in)     | Bangkok     | Mùa 2                   | Moo                      | Moo                      | 10–5              | Jakjaan         | Tập 9   | 8-5      |
| Gregoire de Bodt           | Greg      | 22   | 1,80 m (5 ft 11 in)     | Bangkok     | The Face Thailand Mùa 5 | Gina-Bank                | Gina-Bank                | 7–5               | Jakjaan         | Tập 9   | 8-5      |
| Pierre de Bodt             | Paul      | 23   | 1,85 m (6 ft 1 in)      | Bangkok     | Mùa 2                   | Moo                      | Moo                      | 16–13             | Jakjaan         | Tập 9   | 8-5      |
| Natakorn Rattanapet        | Peak      | 19   | 1,80 m (5 ft 11 in)     | Chanthaburi | Không có                | Không có                 | Không có                 | Không có          | Jakjaan         | Tập 9   | 8-5      |
| Anthony Blane              | Thony     | 17   | 1,90 m (6 ft 3 in)      | Sisaket     | Không có                | Không có                 | Không có                 | Không có          | Kao             | Tập 10  | 4-2      |
| Saranyoo Wichaikum         | CGame     | 24   | 1,80 m (5 ft 11 in)     | Bangkok     | Không có                | Không có                 | Không có                 | Không có          | Jakjaan         | Tập 10  | 4-2      |
| Chitpon Sanner             | Timmy     | 24   | 1,87 m (6 ft 1+1⁄2 in)  | Nonthaburi  | Không có                | Không có                 | Không có                 | Không có          | Art-Sabina      | Tập 10  | 4-2      |
| Thawatchanin Darayon       | Boss      | 23   | 1,83 m (6 ft 0 in)      | Bangkok     | Không có                | Không có                 | Không có                 | Không có          | Kao             | Tập 10  | 1        |

## Tập phát sóng

### Tập 1: Casting, Acting Skill, Team Selection, Photo Shoot and Promotional Video
Lần đầu phát sóng ngày 5 tháng 10 năm 2018 
Người dẫn chương trình Antoine Pinto đã chào đón 7 thí sinh mới, sau đó có thêm 7 thí sinh từ mùa trước, 5 từ The Face Men Thái Lan mùa 2. Và các thí sinh nam từ The Face Thái Lan mùa 5 2 người như sau
- The Face Men Thailand Mùa 2: Best, Bom, Paul, Kim, Film
- The Face Thailand Mùa 5: Marcos, Greg

Sau đó, 4 cố vấn của mùa giải này đã được phát hành, bao gồm Cicada Akamsiri, Kao Jirayu, Art Araya và Sabina Akirapa. Sau phần giới thiệu của Mentor, tất cả các thí sinh đã đi theo người mẫu và thể hiện khả năng diễn xuất của mình. Trong khi đó, Mentor sẽ cho điểm cho từng thí sinh. Vòng tiếp theo, ăn mặc theo tính cách của riêng họ, vì vậy Mentor chọn tham gia vào đội. Chia thành ba đội Ba đến năm người trong mỗi đội, theo lựa chọn của người cố vấn hoặc thí sinh.
Khi chọn thí sinh, đội vẫn sử dụng các quy tắc giống như các mùa trước. Đối với vòng này, Kim là người ghi được nhiều điểm nhất trong casting. Do đó, có thể chọn một đội nếu không có người cố vấn lựa chọn, trong khi chỉ loại một người trước tạo team.
- Team Kao: Boss, Film, Marcos, Best, Thony
- Team Jakjaan: Greg, Peak, Bom, Paul, CGame
- Team Art/Sabina: Kim, Timmy, Jybb

Sau khi lựa chọn nhóm làm việc kết thúc Chiến dịch đầu tiên được bắt đầu ngay lập tức, cụ thể là chụp áp phích và quảng cáo video. Trong đó tất cả mọi người, bao gồm cả cố vấn, phải điều hành một chiến dịch chung.
- Đội chiến thắng thử thách: Team Art Sabina
- Top nguy hiểm: Không có

### Tập 2: A Walk of Remembrance
Lần đầu phát sóng: 12 tháng 10 năm 2019
- Đội chiến thắng thử thách: Team Art Sabina
- Top nguy hiểm: Marcos Alexandre, Best Phanthakoengamon, CGame Wichaikum and Greg de Bodt
- Bị loại: Best Phanthakoengamon

### Tập 3: The Love of My Life
Lần đầu phát sóng: 19 tháng 10 năm 2019
- Đội chiến thắng thử thách: Team Kao
- Top nguy hiểm: Peak Rattanapet and Jybb Maha-Udomporn
- Bị loại: Không có

### Tập 4: The Ride of Dignity
Lần đầu phát sóng: 26 tháng 10 năm 2019
- Đội chiến thắng thử thách: Team Jakjaan
- Top nguy hiểm: Jybb Maha-Udomporn, Timmy Sanner,Kim Goodburn and Film Uengwanit
- Bị loại: Kim Goodburn

### Tập 5: Love is For All
Lần đầu phát sóng:2 tháng 11 năm 2019
- Đội chiến thắng thử thách: Team Art Sabina
- Top nguy hiểm: Film Uengwanit and Greg de Bodt
- Bị loại: Film Uengwanit

### Tập 6: Stay Cold
Lần đầu 9 tháng 11 năm 2019
- Đội chiến thắng thử thách: Team Kao
- Top chiến thắng: Bom Thanawatyanyong and Jybb Maha-Udomporn
- Bị loại: Jybb Maha-Udomporn

### Tập 7: The Magic Move
Lần đầu phát sóng:16 thang 11 năm 2019
- Đội chiến thắng thử thách: Team Art Sabina
- Top nguy hiển: Thony Blane and CGame Wichaikum
- Bị loại: Không có

### Tập 8: New Face Mission
Lần đầu phát sóng:23 tháng 11 năm 2019
- Đội chiến thắng thử thách: Team Art Sabina
- Top nguy hiểm: Boss Darayon, Thony Blane, Marcos Alexandre and Paul de Bodt
- Bị loại: Marcos Alexandre

### Tập 9: The Adventurous Voyage
Lần đầu phát sóng: 30 tháng 11 năm 2019
- Đội chiến thắng thủ thách: Team Kao
- Người chiến thắng thử thách: Thony, Boss
- Top 3 được chọn: Boss, TImmy, CGame
- Bị loại: Peak, Bom, Paul, Greg
- Khách mời: Philip Thinroj,Chamnuyn Phakdeesuk,Adam Zima

### Tập 10: Final walk
Lần đầu phát sóng :8 tháng 12 năm 2019
- Đội chiến thắng: Team Kao

- Quán quân: Boss

- Á quân: Thony, Timmy, CGame

## Vòng loại trừ

### Bảng loại trừ
| Thí sinh              | Tập   | Tập       | Tập       | Tập       | Tập       | Tập       | Tập       | Tập       | Tập       | Tập       | Tập       | Tập |
| Thí sinh              | 1     | 2         | 3         | 4         | 5         | 6         | 7         | 8         | 9         | 10        | 10        |     |
| --------------------- | ----- | --------- | --------- | --------- | --------- | --------- | --------- | --------- | --------- | --------- | --------- | --- |
| Chiến thắng thử thách | —     | Boss      | Peak      | Peak      | CGame     | Timmy     | Thony     | CGame     | TBA       | —         | —         |     |
| Boss                  | –     | –         | Thắng     | –         | Miễn loại | Thắng     | –         | Nguy hiểm | Thắng     | Thắng     | Quán quân |     |
| Thony                 | –     | –         | Thắng     | –         | –         | Thắng     | Nguy hiểm | Nguy hiểm | Thắng     | –         | Á quân    |     |
| Timmy                 | Thắng | Thắng     | Miễn loại | Nguy hiểm | Thắng     | –         | Thắng     | Thắng     | –         | –         | Á quân    |     |
| CGame                 | –     | Nguy hiểm | –         | Thắng     | –         | –         | Nguy hiểm | Miễn loại | Nguy hiểm | Nguy hiểm | Á quân    |     |
| Peak                  | –     | –         | Nguy hiểm | Thắng     | –         | –         | –         | –         | Loại      |           |           |     |
| Bom                   | –     | –         | –         | Thắng     | –         | Nguy hiểm | –         | –         | Loại      |           |           |     |
| Paul                  | –     | –         | –         | Thắng     | –         | Miễn loại | –         | Nguy hiểm | Loại      |           |           |     |
| Greg                  | –     | Nguy hiểm | –         | Thắng     | Nguy hiểm | –         | –         | –         | Loại      |           |           |     |
| Marcos                | –     | Nguy hiểm | Thắng     | Miễn loại | –         | Thắng     | Miễn loại | Loại      | Khách     |           |           |     |
| Jybb                  | Thắng | Thắng     | Nguy hiểm | Nguy hiểm | Thắng     | Loại      |           |           | Khách     |           |           |     |
| Film                  | –     | –         | Thắng     | Nguy hiểm | Loại      |           |           |           | Khách     |           |           |     |
| Kim                   | Thắng | Thắng     | –         | Loại      |           |           |           |           | Khách     |           |           |     |
| Best                  | –     | Loại      |           |           |           |           |           |           | Khách     |           |           |     |

 Team Kao
 Team Jakjaan 
 Team Art-Sabina 
     Thí sinh nằm trong đội chiến thắng
 –  Thí sinh an toàn (riêng ở tập 1, thí sinh vượt qua vòng sơ tuyển)
     Thí sinh rơi vào top nguy hiểm, bị đưa vào phòng loại
     Thí sinh bị loại
     Thí sinh bị loại nhưng được cứu, chỉ tham gia thử thách cá nhân, thử thách nhóm tham gia với tư cách khách mời
     Thí sinh được miễn loại.
     Thí sinh nhì
     Thí sinh chiến thắng chung cuộc